# Jeremy Barnes
Jeremy Barnes, född 18 september 1976 i Albuquerque, New Mexico, är en amerikansk musiker. Han flyttade till Chicago 1995 för att studera vid DePaul University men hoppade av skolan 1996 för att istället satsa på sin medverkan som trummis i bandet Neutral Milk Hotel, som var en del av musikerkollektivet The Elephant 6 Recording Company.